# Ulrich Ladurner

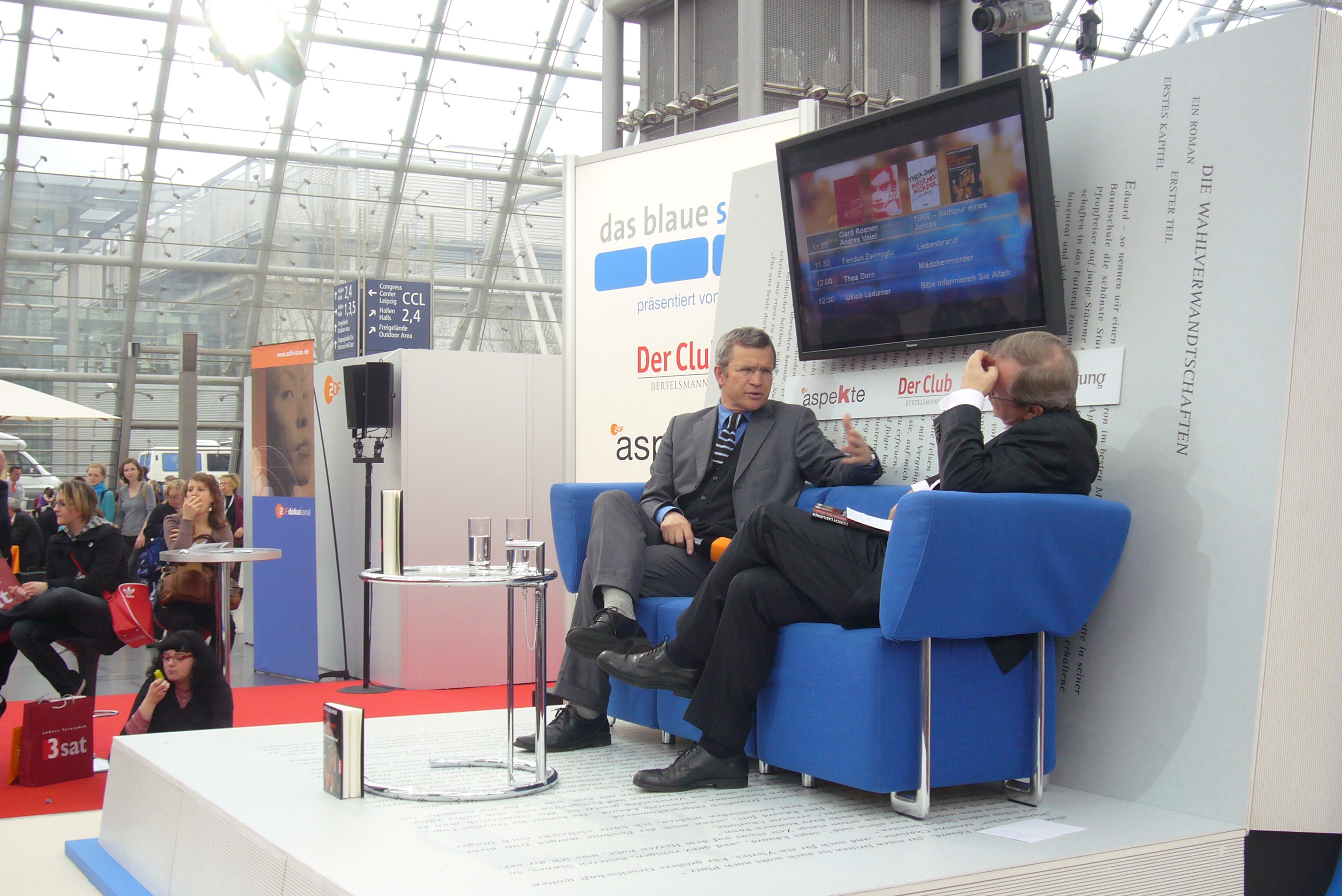
Ulrich Ladurner (links) mit Wolfgang Herles auf dem blauen Sofa (2008)

Ulrich Ladurner (geboren 1962 in Meran) ist ein italienischer Journalist aus Südtirol, der in Deutschland arbeitet.

## Leben
Ulrich Ladurner studierte an der Universität Innsbruck Politikwissenschaft und Geschichte. Er arbeitete als freier Journalist für die österreichischen Nachrichtenmagazine Profil und News und für den ORF. Seit 1999 ist Ladurner Redakteur der Wochenzeitung Die Zeit und war ihr Auslandskorrespondent aus den Krisengebieten Irak und Iran, Afghanistan und Pakistan. Er lebt in Hamburg; seit Herbst 2016 berichtet er als Europa-Korrespondent aus Brüssel. Er schreibt auch Beiträge für ff – Das Südtiroler Wochenmagazin, wo er zeitweise eine eigene Kolumne hatte (die „EU-Kolumne von Ulrich Ladurner“), und für das Katholische Sonntagsblatt. Kirchenzeitung der Diözese Bozen-Brixen mit der Kolumne Die Welt und wir. Matthias Krupa nannte Ladurner einmal einen „Südtiroler Grantler“.

## Positionen
In einem Grundsatzkommentar von 2021 lehnte Ladurner sprachliches Gendern als „neue Ideologie“ vehement ab. Das Investitionsabkommen der EU mit China kritisierte er scharf: Es sei „unterm Strich [...] ein Erfolg für Peking und für den demokratischen Westen eine Niederlage.“ Die EU müsse „viel deutlicher die eigenen Werte verteidigen“ und „den Schulterschluss mit den USA suchen“, forderte er.
Selbstkritisch äußerte sich Ladurner in einem Interview des Südtiroler Online-Magazins barfuss: „Ich habe Fehler bei der politischen Einschätzung im Jugoslawienkrieg gemacht. Das hat mich lange Zeit beschäftigt“, so der Reporter im Jahr 2015 auf die Frage, ob es einen journalistischen Beitrag gebe, den er im Nachhinein bereue.

## Auszeichnungen
- 1994 erhielt er den Prof. Claus Gatterer-Preis für sozial engagierten Journalismus.

## Schriften
- Bauern am Berg. Fotos von Didier Ruef. Zürich: Offizin 1998, 2000
- Islamabadblues. Briefe aus Pakistan. Hamburg: Zeitverlag Gerd Bucerius, Hamburg 2001, ISBN 3-9808211-0-2
- Tausendundein Krieg: Begegnungen am Persischen Golf. Fotos von Didier Ruef. St. Pölten: NP-Buchverl., 2004
- Südtirol liegt am Meer. München: Sanssouci, 2006
- mit Gero von Randow: Die Iranische Bombe: Hintergründe einer globalen Gefahr. Hoffmann und Campe, 2006, ISBN 3-455-09552-6
- Die Asadis: Liebe, Tod und Politik in Teheran. Frankfurt am Main: Fischer-Taschenbuch-Verl., 2006
- Bitte informieren Sie Allah! Terrornetzwerk Pakistan. Vorwort Helmut Schmidt. München: Herbig, 2008
- Solferino – Kleine Geschichte eines großen Schauplatzes. St. Pölten: Residenz, 2009, ISBN 978-3-70-173151-0
- Eine Nacht in Kabul: unterwegs in eine fremde Vergangenheit. Vorwort Helmut Schmidt. St. Pölten: Residenz, 2010
- Südtiroler Zeitreisen: Erzählungen. Innsbruck: Haymon, 2012
- Küss die Hand, die du nicht brechen kannst: Geschichten aus Teheran. St. Pölten: Residenz, 2012
- Lampedusa: Große Geschichte einer kleinen Insel. Sankt Pölten: Residenz, 2014, ISBN 978-3-7017-3331-6
- Isonzo: Der Fluss und der Krieg. Sankt Pölten: Residenz, 2015
- Die große Freiheit: Mein Schrebergarten, die Nachbarn & ich. Hamburg: Ellert & Richter, 2016
- Der Fall Italien. Wenn Gefühle die Politik beherrschen. Hamburg: Edition Körber, 2019, ISBN 978-3-896842-73-2